# The Magicians (roman)
Pour l’article homonyme, voir The Magicians.
The Magicians est un roman pour jeunes adultes de l'auteur américain Lev Grossman, publié en 2009 par Viking Press. Il raconte l'histoire de Quentin Coldwater, un jeune homme qui découvre et fréquente une université secrète de magie à New York. Le roman a été acclamé par la critique puis a été complété par un deuxième roman Le Roi magicien en 2011, et un troisième en 2014: La Terre du magicien
Une adaptation en série télévisée a été diffusée sur Syfy en 2015. Grossman a également travaillé sur deux comics basés sur ses romans.

## Résumé
Quentin Coldwater est un lycéen de Brooklyn qui aime une série de romans intitulée « Fillory et au-delà », qui emmène les enfants de la famille Chatwin à la découverte d'un monde magique nommé Fillory, dans un genre proche du monde de Narnia. Lui et ses meilleurs amis, James et Julia, postulent pour entrer à l'Université de Princeton. Le jour de son examen d'entrée Quentin est, en réalité, transporté à l'Université de Brakebills, la seule école de magie en Amérique du Nord. Il y réussit les tests et les entretiens et est accepté comme l'un des vingt nouveaux étudiants.
Après avoir commencé ses études à Brakebills, il se rend compte de la difficulté à apprendre la magie. Le programme d'études implique en effet l'apprentissage de nombreuses langues anciennes et perdues et d'innombrables positions des mains. Malgré cela, Quentin et ses camarades, Penny et Alice, sont autorisés à sauter une classe à condition de réussir un examen spécial. Penny échoue à cet examen et reste en 1ère année. Jaloux de la réussite de Quentin ils finissent par se battre. Un jour, pendant les cours, Quentin qui s'ennuie altère un sort créant une ouverture d'où sort une horreur d'un autre monde appelée « la Bête ». Elle réussit à dévorer un étudiant avant que les membres de l'université ne réussissent à la chasser.
Les étudiants de troisième année se voient normalement attribuer une spécialité. Mais bien que la spécialité de Quentin ne se manifeste pas aux enseignants, Alice et lui sont classés dans le même groupe de magie physique : les « Physical Kids ». Ce groupe de magie inclut également Eliot, Josh et Janet, des élèves d'un an leurs ainés. Au cours du deuxième semestre de leur quatrième année, ils sont tous envoyés à Brakebills South en Antarctique où ils pratiquent la magie dans le silence et l'isolement. Quentin et Alice commencent là-bas une relation amoureuse. Pendant les vacances d'été, Julia interroge Quentin à propos de Brakebills. Elle lui révèle avoir passé le concours d'entrée en même temps que lui, mais qu'elle a échoué. Conformément au protocole, l'existence de la magie et de l'école elle-même a été effacé de sa mémoire, mais la procédure n'a pas fonctionné correctement et a endommagée sa santé mentale, elle est devenue obsédée par l'apprentissage de la magie. Quentin lui révèle où se trouve l'école, espérant qu'ils y effaceront correctement sa mémoire.
Une fois diplômés, Quentin et les autres « Physical Kids » partent vivre à Manhattan et occupent leurs journées et leurs nuits à des activités hédonistes, à la recherche d'un objectif de vie. Lors d'une soirée, Quentin, en état d'ébriété, couche avec Janet mettant ainsi fin à sa relation avec Alice. Penny arrive avec des nouvelles sur ses voyages entre les mondes : il a quitté Brakebills juste après s'être spécialisé dans l'étude du Neitherlands, un royaume entre plusieurs mondes permettant de voyager entre eux. Penny leur apprend que Fillory est réel et qu'il est entré en possession d'un bouton qui permettra à d'autres de voyager avec lui.
Les magiciens voyagent vers Fillory et partent en quête d'aventures, trouvant ce monde plus dangereux et divisé qu'indiqués dans les livres. Ils finissent par se rendre sur la tombe d'Ember pour récupérer la couronne de Martin, l'aîné des Chatwin dans les livres « Fillory et au-delà », et s'établir ainsi comme les nouveaux rois et reines de Fillory. Mais ils doivent faire face à de violentes épreuves avant de pouvoir rencontrer Ember, le dieu bélier de Fillory, dans sa tombe. Finalement, le groupe apprend qu'Ember a été affaibli et est retenu prisonnier dans sa tombe, et que son frère, Umber, est mort. En dépit des instructions d'Ember, Quentin souffle dans une mystérieuse corne, invoquant « la Bête ». Elle se révèle être Martin Chatwin, qui a sacrifié son humanité pour rester à Fillory pour toujours. Il a l'intention de détruire le bouton afin de ne jamais être banni. Après un violent combat, dans lequel les mains de Penny sont mangées par « la Bête », Alice se sacrifie pour pouvoir tuer Martin.
Six mois plus tard, Quentin se réveille après une longue convalescence entre les mains thérapeutiques des centaures filloriens. Les autres magiciens retournent sur Terre, pensant que Quentin ne se réveillera jamais de son coma. Penny choisit de rester dans le Neitherlands, explorant une mystérieuse bibliothèque. Quentin entre en dépression et se sent désabusé, surtout lorsque Jane, la plus jeune des Chatwin, lui rend visite et lui révèle être la Watcherwoman, considérée auparavant comme une méchante. En utilisant un appareil de voyage dans le temps, Jane a tiré les ficelles des aventures de ses frères et sœurs ainsi que de Quentin, et a finalement réussi à tuer Martin en menant Quentin et ses amis à la confrontation. Quentin parcourt ensuite Fillory pour trouver une créature magique capable d'exaucer les souhaits, mais qui s'avère incapable d'exaucer son souhait de ramener Alice et de soigner les mains de Penny. Quentin souhaite alors retourner sur Terre.
Quentin choisit de renoncer à la magie, estimant que son pouvoir et sa quête de sens n'ont causé que des problèmes. Brakebills lui fournit un travail bureaucratique bien rémunéré à New York mais il ne réussit pas à sortir de sa dépression ne trouvant aucun but à son existence. Un jour, Eliot et Janet se présentent à lui avec Julia, qui a appris à utiliser la magie entretemps, demandant à Quentin de retourner à Fillory avec eux pour devenir rois et reines. Ils l'aide à accepter que tout le monde, y compris Alice, est responsable de ses propres choix dans les aventures qu'ils ont vécus. Quentin finit par accepter de les rejoindre.

## Personnages principaux
- Quentin Makepeace Coldwater - Un étudiant fan d'une série de livres pour enfants se déroulant sur une terre magique appelée Fillory. Il découvre et fréquente une université de magie avant de découvrir que Fillory est réelle et de voyager là-bas.
- Alice Quinn - Une magicienne talentueuse que Quentin rencontre lors de ses cours à Brakebills. Elle est d'abord extrêmement réservée, mais s'ouvre à lui lorsqu'elle se retrouve dans le même groupe de magie. Quentin et elle finissent par développer une relation amoureuse.
- Eliot Waugh - Un magicien talentueux et ami proche de Quentin. Il a deux ans de plus que Quentin et Alice, et se trouve dans la même promotion que Josh et Janet.
- Josh Hoberman - Le farceur du groupe de magie physique, Josh apporte une touche humoristique au roman.
- Janet - Une autre étudiante du groupe de magie physique. Janet est décrite comme à la fois profondément anxieuse et étonnamment forte. Elle est appelée « Janet Way » par un autre étudiant dans le premier livre, puis « Janet Pluchinsky » par Dean Fogg dans le second.
- Penny (William) - Un étudiant qui entre à Brakebills avec Alice et Quentin. Il prouve l'existence de Fillory et trouve un passage pour s'y rendre.
- Julia Wicker – Une magicienne autodidacte brillante et motivée. Après avoir échoué à l'examen d'entrée à Brakebills, elle apprend la magie à travers un réseau de magie underground.

## Influences
Grossman a publiquement discuté de ses influences littéraires, qualifiant T.H. White de « mentor littéraire », et en particulier de l'influence que La Quête du Roi Arthur a eue sur son travail. Le roman et ses suites sont aussi influencés par les Chroniques de Narnia de CS Lewis,. D'autres influences littéraires incluent Harry Potter, Le Sorcier de Terremer, Jonathan Strange and Mr. Norrell,, Watchmen, Larry Niven's Warlock stories, et Le Cycle des épées de Fritz Leiber's, tandis que le film Highlander a contribué à influencer l'ambiance du monde du roman. L'auteur avait à l'origine voulu établir un lien direct avec les romans de Lewis et inclure Le Bois d'Entre-les-mondes dans son récit, mais les avocats de sa maison d'édition s'y sont opposés. Il a par conséquent remplacé son évocation par le Neitherlands,. Grossman a déclaré que l'intrigue a commencé comme un rêve d'une bête envahissant une salle de classe magique.

## Accueil
La critique de The AV Club a donné au roman la note de A, le qualifiant de « meilleur fantasme urbain depuis des années, un triste rêve de ce que signifie vouloir quelque chose à tout prix et ne jamais l'atteindre complètement ».
La critique du New York Times a déclaré que le livre « pourrait grossièrement être qualifié de Harry Potter pour adultes », ajoutant des « thèmes matures » dans la littérature fantastique.
The Magicians a remporté le prix Alex en 2010, décerné à dix livres pour adultes qui plaisent aux adolescents, et son auteur a remporté le prix John W. Campbell 2011 du meilleur nouvel écrivain.

## Adaptations

### Télévision
En 2011, la Fox a commencé par poser une option sur l'adaptation mais s'est finalement ravisée. En juillet 2014, Syfy a donné son feu vert à la production d'un épisode pilote et a commandé une première saison de 12 épisodes qui a été diffusée en janvier 2016. La série a été ensuite renouvelée pour une deuxième saison composée de 13 épisodes, diffusée en 2017.
La série Syfy est écrite par John McNamara et Sera Gamble et produite par Michael London et Janice Williams. L'épisode pilote a été réalisé par Mike Cahill et le casting comprend Jason Ralph dans le rôle de Quentin, Olivia Taylor Dudley dans le rôle d'Alice, Hale Appleman dans le rôle d'Eliot, Summer Bishil dans le rôle de Margo Hanson (Janet dans le roman), Arjun Gupta pour Penny, Stella Maeve pourJulia et Rick Worthy pour Henry Fogg,.

#### Différences entre la série et le roman
La série fait vieillir les personnages pour les rendre étudiants et réduit le nombre d'années d'étude à Brakebills à trois ans. La plupart des événements détaillés dans le roman, le voyage en Antarctique par exemple, semblent se produire au cours de la première année de Quentin à Brakebills. Les années du roman étant à peu près condensées en semestres dans l'émission télévisée. Jane Chatwin est impliquée plus tôt et plus fortement dans l'intrigue, et Quentin reçoit un diagnostic plus formel de dépression.

### Comics
Grossman a contribué à deux adaptations en comics de son roman en 2019, publié par Boom! Studios!: The Magicians : Alice's Story et The Magicians.
En France c'est Urban Comics qui est chargé de la diffusion.
La première adaptation en comics est le roman graphique intitulé The Magicians : Alice's Story. L'histoire de la bande dessinée est assez similaire à celle du roman original, mais racontée du point de vue d'Alice. La bande dessinée se termine par la mort d'Alice et montre un peu plus ses pensées et sa vie en tant que Niffin. Il développe également des parties de la vie d'Alice ainsi que des événements qui ont été mentionnés dans le roman ainsi que dans l'émission de télévision.
The Magicians: The New Class est la deuxième adaptation en comics de la série. Cette histoire diffère de l'adaptation précédente car elle se concentre sur un groupe d'étudiants diffèrent mais toujours à Brakebills.